# Antonio Alzamendi
Antonio Alzamendi Casas (Durazno, 7 giugno 1956) è un ex calciatore uruguaiano nel ruolo di attaccante. Si è ritirato nel 1991.

## Carriera
Alzamendi debuttò da professionista con il team uruguaiano del Wanderers de Durazno. Giocò per diversi anni nella squadra argentina del River Plate, con cui vinse sia la Coppa Libertadores che la Coppa Intercontinentale nel 1986, nella finale della quale segnò il gol decisivo e venne premiato come miglior giocatore del match. Inoltre militò nel Nacional Montevideo, nel Peñarol e nell'Independiente.
Con la Nazionale uruguaiana prese parte al campionato del mondo 1986 e al campionato del mondo 1990, mettendo a segno una rete, nel 1986 in Messico, contro la Germania.
Nel 1986 venne nominato Calciatore sudamericano dell'anno.

## Palmarès

### Club

#### Competizioni nazionali
- Campionato uruguaiano: 2

Nacional: 1983
Peñarol: 1985

#### Competizioni internazionali
- Coppa Libertadores: 1

River Plate: 1986
- Coppa Interamericana: 1

River Plate: 1986
- Coppa Intercontinentale: 1

River Plate: 1986

### Nazionale
- Coppa America: 2

Copa América 1983, Argentina 1987

### Individuale
- Miglior giocatore della Coppa Intercontinentale: 1

1986
- Calciatore sudamericano dell'anno: 1

1986
- Equipo Ideal de América: 2

1986, 1987